# Boćki
Boćki – wieś w Polsce położona w województwie podlaskim, w powiecie bielskim, w gminie Boćki. Wieś położona jest nad rzeką Nurzec, 16 km od Bielska Podlaskiego.
Miasto prywatne posiadało prawo magdeburskie w 1509 roku, położone było w ziemi bielskiej województwa podlaskiego. Zdegradowane w 1934 roku. W latach 1954–1972 wieś należała i była siedzibą władz gromady Boćki. W latach 1975–1998 miejscowość położona była w województwie białostockim.
Miejscowość jest siedzibą gminy Boćki.
Zakłady pracy: urząd gminy, filia Banku Spółdzielczego w Brańsku, Centrum Medyczne Alma Med, prywatna stacja benzynowa, Gminny Ośrodek Kultury, Urząd Pocztowy, zespół szkół, 2 piekarnie, apteka, Gminna Biblioteka Publiczna, lecznica dla zwierząt, kilka sklepów spożywczych (w tym Biedronka i Stokrotka) i komisariat policji.
Prowadzą działalność: Ochotnicza Straż Pożarna, Gminny Ośrodek Pomocy Społecznej, Gminna Komisja Rozwiązywania Problemów Alkoholowych, Gminny Klub Olimpijczyka, Koło Przyjaźni Polsko-Koreańskiej
Wieś jest siedzibą parafii rzymskokatolickiej pod wezwaniem Świętego Józefa Oblubieńca i parafii prawosławnej pod wezwaniem Zaśnięcia Matki Bożej.

## Geografia
| SIMC    | Nazwa    | Rodzaj    |
| ------- | -------- | --------- |
| 0024041 | Borek    | część wsi |
| 0024058 | Dwór     | część wsi |
| 0024064 | Grabarka | część wsi |
| 0024070 | Zarzecze | część wsi |

## Demografia
Według Powszechnego Spisu Ludności z 1921 roku miasto (ówcześnie) zamieszkiwało 1.719 osób, wśród których 744 było wyznania rzymskokatolickiego, 239 prawosławnego, 11 ewangelickiego, a 725 mojżeszowego. Jednocześnie 1.065 mieszkańców zadeklarowało polską przynależność narodową, 44 białoruską, 2 rosyjską a 608 żydowską. Było tu 305 budynków mieszkalnych.

## Historia
- 3 grudnia 1502 – najstarsza znana wiadomość o Boćkach – wzmianka dotycząca zamiany dóbr między Iwanem Sapiehą (od przejścia na katolicyzm w 1491 – Janem Sapiehą) wojewodą witebskim, marszałkiem i sekretarzem królewskim oraz ziemianami mielnickimi – Stanisławem Montewiczem i Iwaszkiem Hlebowiczem. W zamian za Bereżnicę otrzymał Iwan Sapieha (zm. 1517) wieś Botki (według dokumentów znajdujących się niegdyś w archiwum Potockich w Boćkach), nastąpiło w Piotrkowie. Iwan Sapieha był według Potockiego protoplastą rodu i potomkiem Sunigały, kasztelana trockiego. Początkowo był pisarzem koronnym, następnie zaś wojewodą witebskim i starostą bracławskim. Od niego wywodziła się Siewierska, czyli Czerejska linia Sapiehów. Iwan Sapieha był jednym z najznaczniejszych litewskich dygnitarzy Wielkiego Księstwa Litewskiego, od 1513 pierwszym wojewodą podlaskim. Otrzymał za swe zasługi dobra Kodeń nad Bugiem, stając się protoplastą podlaskiej linii rodu Sapiehów. Wprawdzie swoimi podlaskimi majątkami Iwan zarządzał tylko kilka lat, gdyż zmarł już w 1517, jednak w Kodniu zdążył zapoczątkować budowę rezydencji, wznosząc obok założonego przez siebie na prawie magdeburskim miasta, murowany zamek. Także w Dubnie koło Bociek wybudował dla siebie rezydencję. Rozszerzył dobra kodeńskie poprzez kupno nowych majątków i nadania od wielkiego księcia litewskiego, a w samym Kodniu ufundował cerkiew. Podobnie postąpił w Boćkach, które też podniósł do rangi miasta. Z jego osobą wiąże się też prawdopodobnie założenie pierwszej drukarni tłoczącej księgi cyrylicą, która od połowy lat 80. XV w. do 1491 działała w Krakowie. Wieś leżała na pograniczu nacji i kultur, zasiedlana od zachodu przez szlachtę mazowiecką, a od wschodu przez ludność ruską. Leżały dobra boćkowskie na Podlasiu, w ziemi bielskiej, ale blisko stąd było także do ziemi drohickiej i mielnickiej, a i do powiatu kamienieckiego z województwa brzesko-litewskiego. Siedemnastowieczny prawosławny polemista ukraiński Zacharja Kopysteński wspominał w swych pismach krakowskie starodruki, znajdujące się i na Podlasiu, w ziemi bielskiej, w Boćkach, w majętności pana Bohdana Sapiehy (chodzi o jednego z potomków Iwana). Iwan Sapieha musiał więc posiadać dość znaczną ilość tych ksiąg, skoro obdarował nimi cerkiew w Boćkach, których właścicielem został niemal dwadzieścia lat po likwidacji krakowskiej oficyny wydawniczej. Zgodnie z tradycją genealogiczną rodu Sapiehów, miejscem śmierci Iwana Sapiehy była wieś Dubno wchodząca w skład dóbr boćkowskich, zaś pierwszym miejscem pochówku kościół w Boćkach. W 1520 jego syn Paweł na ojcowskim grobie miał umieścić kamienną płytę z obszernym epitafium spisanym w języku ruskim (w chwili obecnej płyta znajduje się w cerkwi św. Ducha w Kodniu).

Herb Sapiehów – Lis

- W 1509 Iwan Sapieha otrzymał od króla Zygmunta I na wieczne czasy cztery wsie z prawem lokowania miasta oraz budowy zamku. Dla szybszego rozwoju miasta król nadał mu prawo magdeburskie z wszelkimi odnoszącymi się doń przywilejami dla nowo osiedlających się oraz zezwolił właścicielowi wyznaczyć wójta z nieograniczoną władzą (z prawem miecza), w granicach miasta budować karczmy dla sprzedaży piwa, wina i miodu. Ponadto miasto otrzymało zezwolenie na odbywanie trzech jarmarków rocznie oraz targów tygodniowych (w piątek). Na mocy tego przywileju miasto Boćki zlokalizowano przypuszczalnie w pobliżu istniejącej wsi.
- W 1513, w wigilię św. Jakuba Iwan Sapieha ufundował kościół parafialny pw. św. Ducha, przy którym miało znajdować się dwóch wikariuszy i proboszcz. Fundację tę potwierdził w tymże roku biskup łucki Paweł Olszański.
- Przypuszczalnie od ok. 1528 w mieście była też cerkiew.
- W 1525 właścicielem Bociek był Fedor Sapieha, czego dowodem jest dokument króla Zygmunta zatwierdzający rozgraniczenie Bociek i Andryjanek, następnie zaś Bohdan Sapieha wojewoda miński zmarły w 1593, po którym dziedziczyli: Mikołaj, wojewoda nowogródzki już katolik (zm. 1638), Paweł i Andrzej.
- Przed 1568 Sapiehowie sprowadzili do miasta Żydów, którzy niebawem utworzyli gminę wyznaniową.

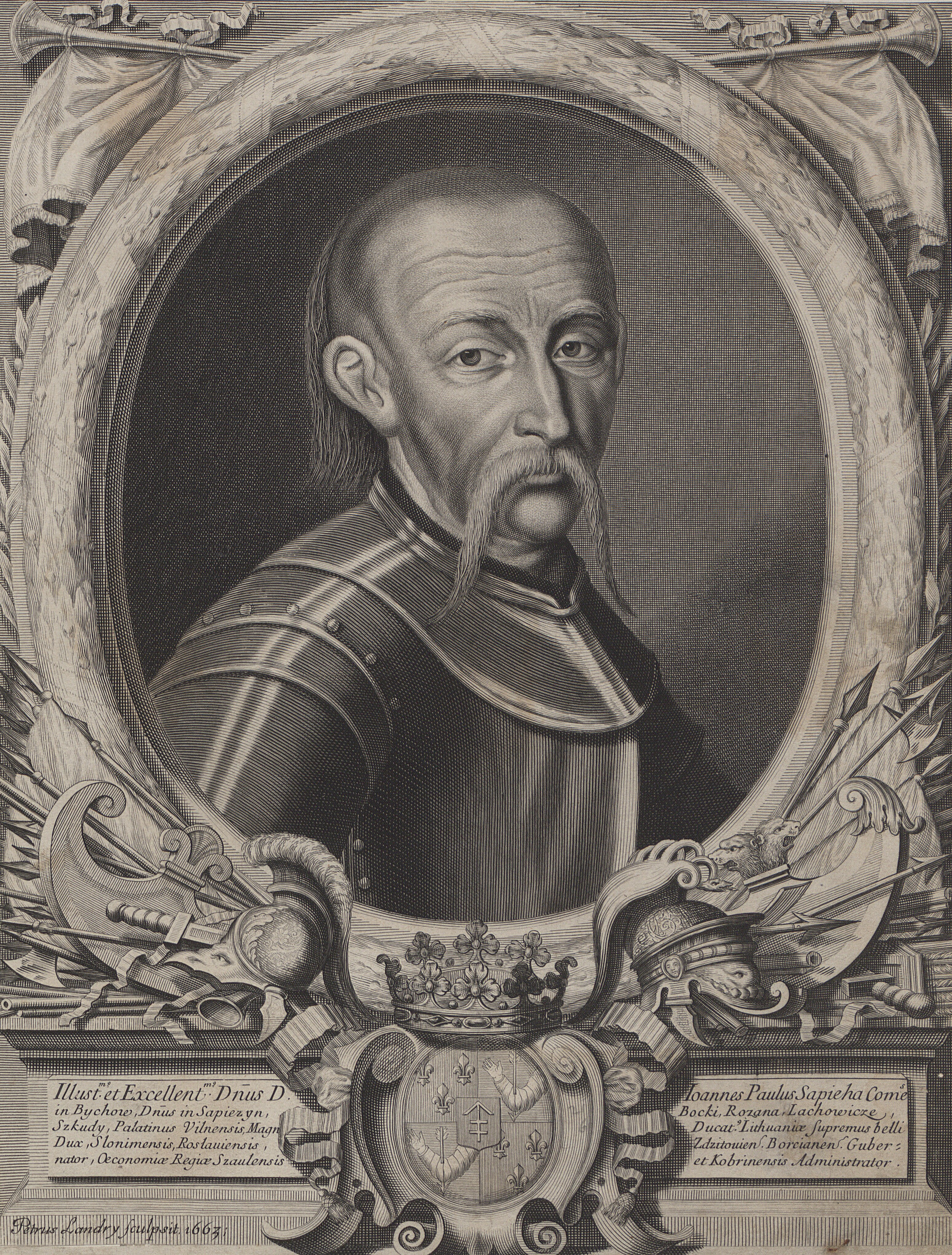
Hetman litewski Paweł Sapieha

- Z 1571 pochodzą dokładniejsze dane o Boćkach. Miasto liczyło ok. 1400 mieszkańców i posiadało 235 domów. Na Nurcu pracowały 4 młyny, doskonale prosperowali warzący piwo i prowadzący karczmy. Do chrześcijan dołączali stopniowo Żydzi, którzy przejmowali w swe ręce handel. Właściciel dóbr zadbał o uruchomienie szkoły parafialnej i szpitalika (przytułku) dla ubogich. Z pewnością bywali we wsi znaczący goście, a w okolicy rozwijały się folwarki. Pamiętać wypada, że w tych czasach Rzeczpospolita Obojga Narodów „dożywiała” wydatnie Europę Zachodnią.
- Według księgi poborów z 1577 dobra boćkowskie obejmowały miasto Boćki, dwory: Boćkowski, Knorydzki i Dubieński oraz następujące wsie: Stara Wieś – włók 24, z bojarami, komorn. 2; Knorydy – włók 47, z Bojarami, komorn. 6; Mokre – włók 33, z bojarami; Romaszki – wieś bojarska, włók 15, komporn 2; Krasne – włók 46; Dziedzule – włók 6, karczm 1; Dubno – włók 44, karczm 1, ogrodn. 12; Nurzec – włók 6; Mołoczki – włók 3; Kosze (Koszki) – włók 20; Piotrow (szczyzna) – ogrodn. 40, młyny 5; Szczyty – wieś plebańska, włók osiadłych 5, młyn 1. Boćki miały wówczas rynek i 8 ulic, przy których stało 235 domów.
- 22 lutego 1580 odwiedził miasto król Stefan Batory dziękując Bohdanowi Sapieże, wojewodzie mińskiemu, za udział w wyprawach wojennych. Bohdan Sapieha dał się poznać także jako obrońca prawosławia w okresie, kiedy trwały intensywne wysiłki zmierzające do ustanowienia unii (brzeskiej) i stworzenia struktur Kościoła greckokatolickiego.
- Najstarszym dokumentem opisującym świątynię boćkowską jest protokół wizytacji z 1727 wynika, iż od 1718 proboszczem cerkwi Uspieńskiej w Boćkach, wówczas unickiej, był o. Jan Odelski. Sam budynek cerkiewny był drewniany, stary, o ścianach wzmocnionych specjalnymi belkami, tzw. prasami. Dach był kryty gontem i posiadał trzy wierzchy z krzyżami i jedną kopułę z sygnaturką wyposażoną w niewielki dzwon. Babiniec, czyli przedsionek miał wysokość dorównującą cerkwi, a więc nawie. Osobno stała drewniana dzwonnica wykonana ze słupów obitych deskami, z dachem bez krzyża. Zawieszony był w niej duży dzwon oraz dwa mniejsze, jednakowej wielkości. Cmentarz, a więc bezpośrednie otoczenie cerkwi, na którym chowano wówczas ogół zmarłych był częściowo ogrodzony parkanem także drewnianym, z trzema wyjściami.
- Po Bohdanie właścicielem Bociek był Andrzej, po nim Mikołaj wojewoda miński i nowogródzki, a do tego z kolei zagorzały katolik. Działy rodzinne zahamowały na jakiś czas rozwój Bociek.
- w 1658 Paweł Sapieha, wojewoda witebski i wielkiego hetman litewski (znany z kart sienkiewiczowskiego Potopu), po zniszczeniach szwedzkich wydał Ustawę, która miała pobudzić życie w dobrach boćkowskich.
- W 1660 dotarły do miasta wojska moskiewskie Iwana Chowańskiego, spaliły miasto i kościół, dokonały licznych gwałtów. Na długo pozostało wspomnienie okrutników ze wschodu. A tak ciężko doświadczone Boćki podupadały, mimo wysiłków kolejnych właścicieli szybko zmniejszała się liczba mieszkańców.
- 1655 – Eleonora Sapieżanka, córka Andrzeja Sapiehy, starosty homelskiego, który otrzymał w udziale Boćki – zapisała je stryjecznemu bratu – Pawłowi Sapieże (zm. 1665), który nadał w 1658 ustawę miastu, z której wynika, że posiadało ono ogółem 100 włók, prócz tego naddatki położone nad rzeką Nurzec. Po dwie włóki miały kościół katolicki oraz cerkiew unicka, wolne od podatków dla dworu. Mieszczanie zobowiązani byli do następujących opłat: Z włóki zupełnej żytem i jarzyno sianej co rok płacić złotych cztery, groszy dziesięć. Dziesięciny Księdzu Proboszczowi – groszy dziesięć. Odstępu z włóki jednej żyta beczkę, owsa beczkę miary targowej, gęsi dwie, kapłony dwa, albo miast ich cztery kury. Oprócz wymienionych powyżej opłat ponosili mieszczanie wiele innych świadczeń, jak wożenie zboża do Nura lub Purnej nad Bugiem, obowiązek robocizny na pańskim, posługi przy łowach w lasach i łowieniu ryb.
- Około 1671 właścicielem dóbr Boćki został Franciszek Stefan Sapieha, cześnik, a następnie koniuszy litewski. Ożeniony był z Anną Lubomirską (zm. w Boćkach w 1686), córką Jerzego – marszałka wielkiego koronnego, powtórnie zamężną z Dominikiem Radziwiłłem kanclerzem wielkim litewskim. F. S. Sapieha zostawił w 1672 dwór i miasto Boćki oraz Starą Wieś należącą do tegoż dworu Walentemu Godlewskiemu podsędkowi nurskiemu.
- W 1674 w Boćkach mieszkały 463 dusze podatkowe, w tym ponad 54 proc. unitów, 25 proc. katolików i 21 proc. żydów. W tym czasie w mieście był rynek oraz sześć ulic: Bielska (przy niej usytuowana była cegielnia), Brańska, Dunieńska, Dworska, Załuska i Zarzecka.
- W 1676 Godlewski kwituje odbiór pożyczonej sumy. Dobra wracają do właściciela, ale już w 1682 ponownie zostają wydzierżawione, tym razem Mikołajowi Tokarzewskiemu. Miasto liczyło wówczas 318 mieszkańców.
- W 1698 król August II nadał Boćkom na prośbę Anny z Lubomirskich prawo odbywania czterech jarmarków rocznie: Miasteczku Boćki nazwanemu w Województwie Podlaskim, a Powiecie Brańskim leżącemu Wielmożney Anny Lubomirskiey, pierwszego małżeństwa Sapieżeny Koniuszyney Wielkiego Księstwa Litewskiego, a powtórnego Radziwiłłowej Kanclerzyney Wielkiey. Dziedziczonemu Jarmarków cztery do roku. Pierwszy na Zielone Świątki. Drugi na Święto Anny. Trzeci na Święto Mikołaja. Czwarty na Święto Józefa, nadali i naznaczyli, iakoć daiemy i naznaczamy teraźniejszym Listem Przywileiem Naszym. W tym czasie dzierżawili kolejno Boćki: ks. Adam Starzymowski kanonik płocki, proboszcz boćkowski oraz od 1701 Stefan Krasiński kasztelan płocki, z którym zawarto kontrakt na trzy lata za sumę 45 tysięcy złotych.
- W 1709, po śmierci F. S. Sapiehy, w wyniku podziału majątku między synami: Józefem, Jerzym i Janem Boćki przeszły w posiadanie Józefa podskarbiego nadwornego litewskiego. Pozostały w nich do 1744. W 1702 Józef Sapieha zawarł kontrakt dzierżawny ze Stefanem Krasińskim. Pięć lat później zawarł związek małżeński z kuzynką Krystyną z Branickich, rozpoczynając najświetniejszy okres w dziejach miasta. Pierwszym przedsięwzięciem nowego właściciela była budowa kościoła parafialnego. W inwentarzu kościoła spisanym w 1825 odnotowano, że kościół parafialny po spaleniu się w czasie niepokoju, pobudowany z drzewa w 1703, konsekrowany był w 1728. Data konsekracji podana jest chyba niedokładnie, bardziej wiarygodna wydaje się wiadomość zamieszczona w inwentarzu z roku 1804: konsekrowany od IW Stefana Rupniewskiego Biskupa Łuckiego i Brzeskiego pod tytułem Św. Ducha, Najświętszej Maryi Panny i Wniebowzięcia Św. Jana Chrzciciela w roku 1726 w niedzielę 7 po Zielonych Świątkach naznaczywszy doroczną pamiątkę konsekracji.
- Od 1724 trwały starania o sprowadzenie do Bociek Ojców Reformatorów. Kapituła Prowincji Wielkopolskiej w Łąkach Bratiańskich wyraziła zgodę na nową fundację 26 sierpnia 1725. W roku następnym spisany został akt erekcyjny, w którym fundator Józef Sapieha zobowiązał się W dobrach swych dziedzicznych Boćki wybudować klasztor Św. Franciszka Reformatora Prowincji Wielkopolskiej, kościół z cmentarzem, z oficynami i wszystkim co potrzebne, według wzoru reformackiego. Przyrzekł wyposażyć świątynię w ołtarze, ławki, i wszystkie niezbędne rzeczy, zakrystię zaś w apartamenty potrzebne do sprawowania kultu Bożego według zwyczaju Reformatorów, a bibliotekę w książki w miarę jego możliwości. Dokument ten zawiera opis placu, który Sapieha na wieczne czasy daruje i zapisuje zakonnikom.
- W 1726 rozpoczęto budowę kościoła i klasztoru, którą ukończono w 1739.
- W 1738 na zamówienie tegoż Sapiehy rzeźbiarz Jan Jerzy Plersch podejmuje się wykonać w Boćkach posągi św. Józefa i Antoniego.
- 27 września 1739 biskup łucki Stefan Bogusław Rupniewski konsekrował nowo wybudowany kościół i tegoż dnia nastąpiło uroczyste wprowadzenie zakonników do nowego klasztoru. Po śmierci Józefa Sapiehy, staraniem wdowy Krystyny z Branickich stanęła w latach 1744–1746 przed kościołem wieża zegarowa. Ona też wraz z córką Teresą powiększyła nadany uprzednio klasztorowi teren: Daiemy y przydaiemy do Fundacji Konwentu Wielebnych Ojców Reformatorów plac przyległy murowi ogrodowemu na browar z budynkiem, który dla wygody tego konwentu wystawić kazało. Ponadto Krystyna Sapieżyńska potwierdziła uposażenie, a właściwie uposażyła od nowa cerkiew greckokatolicką w place należące niegdyś do cerkwi i zajęte przez mieszczan.
- W początkach XVIII stulecia Boćki były znacznym ośrodkiem handlowo-rzemieślniczym. Część mieszkańców trudniła się rolnictwem. Inwentarz w 1706 wymienia 24 gospodarzy, 190 domów szynkowych, 61 kamienic. Rewizja pól i czynszów w 1764 wykazuje w Boćkach 278 mieszczan chrześcijan oraz 54 Żydów. Żydzi musieli przebywać w mieście już od dawna, skoro 15.IX tegoż roku biskup łucki i brzeski S. Rupniewski wydał zezwolenie na restaurację synagogi boćkowskiej. W ich rękach znajdował się głównie handel i wyszynk napojów.
- Jedyną spadkobierczynią Józefa i Krystyny z Branickich Sapiehów była córka Teresa, zamężna po raz pierwszy za Florianem Radziwiłłem, powtórnie od 1752 z Joachimem Karolem Potockim podczaszym litewskim (zm. 1791). Źródła historyczne jakkolwiek zachowane szczątkowo, pozwalają wnioskować, że Joachim Karol Potocki dbał nie tylko o rozwój gospodarczy miasta, ale że przywiązywał wielką wagę do jego estetycznego wyglądu. Zachowane dyspozycje gospodarcze wydane ekonomowi boćkowskiemu w latach 60. XVIII stulecia jakkolwiek nie podpisane przypisać chyba należy J. K. Potockiemu. W jednej z nich, pochodzącej z ok. 1760 nakazuje, aby ogrody Boćkowski i Knorycki miały należytą konserwację, ulice zaś aby były czyste, szpalery przystrzygane, figarnia i pomarańczarnia uporządkowane. Inna dyspozycja wydana hrabstwu boćkowskiemu zapewne w 1766 roku dotyczy spraw handlu i rzemiosła: Wszelki miasta porządek między Żydami handlującymi i kupczącymi jako między katolikami, rzemieślnikami tudzież całym gminem i pospólstwem, aby był w rygorze dawnych praw i zwyczajów, które by dobre zachowane, a które per Abussem w złe się zmieniły poprawiono. Wśród prac budowlanych prowadzonych przez J. K. Potockiego wymienić należy rozpoczęcie w 1765 budowy murowanego kościoła parafialnego. Skąpe informacje w rejestrach gospodarczych z tych lat nie pozwalają sprecyzować dokładnie prac prowadzonych przy pałacu. Określone są mianem fabryki, podczas gdy roboty przy folwarku są wyodrębnione. Między innymi sprowadzono drzewo do fabryki, naprawiono ogrodzenie pałacu, remontowano oficyny.

Herb Potockich – Pilawa

- W 1769 do Bociek wkroczyły wojska moskiewskie, które obrabowały zarówno miasto, jak i pałac. Joachim Karol Potocki był uczestnikiem Konfederacji Barskiej.
- 15 czerwca 1778 Krystyna i Joanna, córki Joachima Karola Potockiego zawarli w Boćkach układ o dziale spadku[9].
- Dobra odziedziczyła córka Krystyna, która poślubiła bliskiego krewnego Franciszka Piotra Potockiego starostę szczerzeckiego. Był on posłem do Porty w latach 1789–1792. Odwołany do kraju przez Konfederację Targowicką nie powrócił, pozostając do 1799 za granicą. Później osiadł na Ukrainie, zarząd dóbr pozostawiając swym synom: Feliksowi (zmarł bezpotomnie w 1811) i Janowi Alojzemu. Krótki okres, w którym był właścicielem Bociek Franciszek Piotr Potocki wykorzystał na kontynuowanie prac rozpoczętych przypuszczalnie przez Joachima Karola Potockiego. Tak było w przypadku kościoła, odnosi się to również do pałacu. Dla miasta uzyskał nowy przywilej na jarmarki datowany 15 grudnia 1783. Miały one odbywać się pięć razy w roku: nazajutrz po Nowym Roku ruskim, po niedzieli wstępnej, na św. Antoniego, N. P. Anielskiej i św. Franciszka Serafickiego.
- W 1794 z polecenia władz powstańczych z dóbr boćkowskich insurekcję kościuszkowską zasiliło 9 konnych kantonistów z bronią. A oto w jaki sposób w swych pamiętnikach opisuje Boćki Hipolit Kownacki – historyk i bibliotekarz wilanowski: Sierpień 1798 – Dnia 16 sierpnia po obiedzie wyjechaliśmy do Rybot, zanocowaliśmy w domu J. P. Popławskiego sekretarza Pani Krakowskiej. Nazajutrz po obiedzie do Boćków pojechalim. Miejsce to nie ma nic szczególniejszego i owszem smutne jest dlatego, iż nie miało tego szczęścia być dokończonem i utrzymywanem. Pałac nie skończony, ogród zaniedbany, inne budynki rujnują się, a miasteczko niszczeje. Jeden kościół z klasztorem reformatów jest budowlą piękną i skończoną. Właściciel tych dóbr podczaszy Potocki emulował z hetmanem Branickim w tej mierze, że chciał Boćki nad Białystok wystawić, lecz nie miał tyle szczęścia, stałości, gustu i czasu co drugi i teraz to już jest w ręku wnuków jego, starościców szczerzeckich pod dożywociem ojca.
- W ostatnim rozbiorze Polski (1795) większa część Podlasia zajęta została przez Prusy. Utworzono z tych ziem departament białostocki, w którym największymi miastami były: Siemiatycze (3556 mieszkańców), Białystok (3370), Tykocin (2783), Ciechanowiec (2651), Augustów (1987), Szczuczyn (1849), Bielsk Podlaski (1733), Knyszyn (1699) i Boćki (1462). Wówczas głównym przedmiotem handlu były tzw. boćkowce, boćkowskie dyscypliny lub monitory, słynne w całej Polsce. Staropolskie przysłowie związane z miejscowymi rzemieślnikami, ich wytwórcami mówiło Boćkowskie prawa artykuły nie jedną cnotę wykuły. W czasie I Rzeczypospolitej wymierzano nimi kary przestępcom.
- W końcu XVIII stulecia Boćki były już drugim miastem w powiecie po Bielsku Podlaskim. W mieście mieściła się siedziba sądu, mały garnizon i magazyn wojskowy. Według pruskich statystyk liczyły 1513 mieszkańców, w tym 666 Żydów, 26 duchownych, 13 kupców, 154 rzemieślników, 4 urzędników. Wśród kupców był jeden materialista, 11 handlarzy płótnem, 1 handlarz winem. Wymienia się następujących rzemieślników: 5 piekarzy, 1 bednarz, 10 piwowarów, 1 tokarz, 1 farbiarz, 5 rybaków, 2 rzeźników z 3 czeladnikami, 1 ogrodnik, 2 szklarzy, 4 złotników, 4 czapników z 1 czeladnikiem i 2 uczniami, 2 grabarzy z 1 czeladnikiem i jednym uczniem, 1 młynarz z 1 uczniem, 1 pasamonik z 1 czeladnikiem i 1 uczniem, 8 rymarzy, 1 ślusarz z uczniem, 26 krawców z 8 czeladnikami i 12 uczniami, 16 szewców z 6 uczniami, 1 kołodziej, 3 stolarzy z 1 czeladnikiem, 2 garncarzy, 1 cukiernik, 1 strycharz, 2 cieślów. (Fragment pamiętników odnotowany w tekach Glinki).
- Po III rozbiorze Polski Boćki przeszły najpierw pod władztwo pruskie, a od 1807 znalazły się w obwodzie białostockim i tym samym w Cesarstwie Rosyjskim. Z biegiem czasu miejscowi chrześcijanie więcej czasu poświęcali uprawie roli i hodowli, a Żydzi nadal prowadzili warsztaty rzemieślnicze i handel. Inwentarz miasta z 1818 wymienia 136 mieszczan gospodarzy. Miasto przeszło na własność skarbu państwa i zatracało stopniowo swój charakter, stawało się osadą przy szlaku, który tracił na znaczeniu.
- w 1831 pojawili się w okolicy miasta powstańcy
- 1839 – w myśl ustaleń synodu połockiego (likwidacja unii na ziemiach zabranych) parafia unicka (pierwotnie prawosławna) została włączona do Rosyjskiego Kościoła Prawosławnego
- w 1860 Boćki zamieszkiwało 405 katolików, 290 prawosławnych i 743 izraelitów.
- w 1863 w pobliżu Bociek działały partie leśne powstańców styczniowych.
- 1867 – Jan Alojzy Potocki pozostawił dwóch synów: Józefa i Hermana oraz cztery córki. Synowie musieli opuścić kraj po powstaniu listopadowym. Część majątku uległa konfiskacie, część uratowano pod pozorem, że należała do innych członków rodziny. Chyba w ten sposób Boćki stały się własnością córki Jana Alojzego – Joanny, żony Ludwika de Flery, gdyż miasto jest wymieniane w 1867 jako własność hrabiny de Flery. Liczyło wówczas 1188 mieszkańców i posiadało 6 warsztatów przemysłowych.
- 1 stycznia 1878 miasteczko zamieszkiwało łącznie 1900 mieszkańców, w tym 1262 izraelitów. Dane te odnotowane zostały w Słowniku Geograficznym Królestwa Polskiego z 1880.
- W XIX stuleciu wraz z uruchomieniem linii kolejowej Bielsk Podlaski – Białystok, Boćki straciły na znaczeniu jako stacja pocztowa, podupadł również przemysł rymarski. W 1832 roku nastąpiła kasata klasztoru Reformatów, kościół przekazano parafii rzymskokatolickiej. Budynek klasztoru wraz z ogrodem przejęły władze państwowe.
- Wedle spisu powszechnego 1897 zamieszkiwało w Boćkach 2640 osób, z nich ponad 1400 zaliczono do wyznania mojżeszowego. O dawnej świetności przypominały jeszcze okazałe budowle.
- 1915 – poważne zniszczenia miasta po przejściu przez nie linii frontu
- luty 1919 – Boćki weszły w skład państwa polskiego. Należały one do województwa białostockiego, powiatu bielskiego. Prawie natychmiast utworzono jednoklasową polską szkołę powszechną, której kierownikiem została pani Dolińska. Powołano władze magistratu, policję, pocztę polską i aptekę. Działalność prowadziła garbarnia, cegielnia, browar i olejarnia.
- Okres dwudziestolecia międzywojennego nie wpłynął szczególnie na rozwój miasta. W 1921 liczyło ono 1719 mieszkańców, czynna była cegielnia, garbarnia i browar. Na placu parafialnym przed wybudowanym w 1926 Domem Akcji Katolickiej mieszczącym się przy ul. Bielskiej odbywały się wyjazdowe sesje sądowe, na które przyjeżdżali prawnicy z Bielska Podlaskiego.
- Według danych z 1931 w Boćkach zamieszkiwało 1158 katolików, 763 Żydów i 421 prawosławnych. O ich ruskich początkach nadal przypomina fakt, że w centralnym punkcie osady wznosi się właśnie cerkiew.
- 1934 – na skutek zmniejszania się liczby mieszkańców (głównie żydowskich) Boćki utraciły prawa miejskie. Trzy czwarte mieszkańców trudniło się rolnictwem. We wsi stało ponad 400 domów, przy czym tylko co dziesiąty był murowany. Ostatnie przedwojenne dane statystyczne mówią o ok. 2,3 tys. osób zamieszkujących w Boćkach, z przewagą Polaków (58%).
- lata 1939–1945. Po przegranej kampanii wrześniowej 1939 w Boćkach rządy przejęli Sowieci, co doprowadziło do ostrych represji i powstania różnych form oporu. W trudnych warunkach, m.in. wynikających z podziałów narodowościowych, podjęła działalność Armia Krajowa.
- 22 czerwca 1941 roku – kilkugodzinne ostrzelanie Bociek niemiecką artylerią kolejową, oddziały Armii Czerwonej zniszczyły most na Nurcu. Wieczorem, około godziny 22.00, do miasta wkroczyła niemiecka 11. kompania 448. pułku piechoty. W trakcie ostrzału i walk spłonęła duża liczba budynków[10].
- Jesienią 1941 Niemcy utworzyli w Boćkach getto dla ludności żydowskiej[11]. Zajmowało ono ok. 40 domów w rejonie ulic: Załońskiej, Brańskiej i częściowo Bielskiej[11]. Przebywało w nim ok. 750 Żydów. Getto zostało zlikwidowane 2 listopada 1942, a jego mieszkańcy wywiezieni do Bielska Podlaskiego i Białegostoku, a stamtąd do obozu zagłady w Treblince[11].
- po zakończeniu działań wojennych w okolicach Bociek (podobnie jak i w całym kraju) toczyły się walki podziemia z wojskiem i milicją obywatelską utrwalającą władzę ludową. Wiele nie zgadzających się z tym systemem osób zamordowano (np. 17 maja 1945 r. podczas pacyfikacji i podpalenia, a także w nierównej walce w pobliskich Bodakach 27 żołnierzy NSZ z dow. por. Orłowskim i zast. sierż. Krukiem oraz 3 gospodarzy), albo wywieziono do sowieckich gułagów lub osądzonych na wniosek UB osadzono w więzieniach.

## Żydowskie zapiski o Boćkach
Boćki, lata 1720–1817
- Pinkas (pinkasami nazywamy rękopiśmienne księgi, w których zapisywano wszystkie sprawy gminne. Prowadzone były przez instytucje samorządowe. Wpisy dokonywane w imieniu władz gminy były sporządzane w języku hebrajskim, dokumenty dotyczące gminy lub ludności żydowskiej, wytworzone przez kancelarię właścicieli majątku, były wpisywane w języku oryginału. Pinkas boćkowski jest jednym z zaledwie kilku z terenu Rzeczypospolitej, które przetrwały Zagładę. Pozostałe zachowane pinkasy dotyczą przeważnie gmin żydowskich w większych miastach królewskich (Poznań, Płock, Gniezno), co dodatkowo podnosi jego wartość) gminy żydowskiej w Boćkach zawiera protokoły wyboru władz gminy, wpisy dotyczące spraw skarbowych, podatkowych, gospodarczych, uboju rytualnego, synagogalnych i religijnych, sądowniczych oraz innych drobnych spraw związanych z gminą.
- Pierwsze wiadomości o osadnictwie żydowskim w Boćkach pochodzą z 1577, a gmina żydowska (kahał) istniała tam już w I. połowie XVII w., posiadała ona zwierzchnictwo nad okolicznymi niewielkimi osadami żydowskimi (przykahałkami). Liczba ludności żydowskiej w Boćkach stale wzrastała zarówno w liczbach bezwzględnych (mimo pewnych wahań spowodowanych wojnami i związanymi z nimi głodem i zarazami), jak i względnych. W 1676 stanowili oni 13,8%, w połowie XVIII w. 30,7%, a w 1800 40% mieszkańców. Ludność pochodzenia żydowskiego zajmowała się przede wszystkim rzemiosłem i handlem. Działali w branży spożywczej (rzeźnictwo, piekarstwo, browarnictwo, gorzelnictwo), włókienniczej, skórzanej, transporcie i usługach (cyrulicy, muzykanci). Ważną dziedziną ich działalności było szynkarstwo. Przedmiotem handlu były towary spożywcze i włókiennicze. Pierwsza synagoga (drewniana) została wzniesiona w miasteczku już w XVII w., w 1807 wzniesiono nową, murowaną. Obydwie świątynie przetrwały do II wojny światowej, kiedy to uległy zagładzie.
- Pinkas gminy żydowskiej w miasteczku Boćki, 1720–1817 (ze zbiorów Archiwum Głównego Akt Dawnych w Warszawie). Zawiera on protokoły wyboru władz gminy z listami wybranych urzędników (nawet do 30 osób) – są to najliczniejsze wpisy do księgi, wpisy dotyczące spraw skarbowych, podatkowych zarówno rozliczeń z dworem, jak i podatków wewnętrznych (krupka), gospodarczych, w tym dotyczące dzierżawy arend, pożyczki udzielane przez kahał, uboju rytualnego, synagogalnych i religijnych, sądowniczych i innych drobnych spraw związanych z gminą.

(Informacje o pinkasie boćkowskim oparte są przede wszystkim na nieopublikowanym opracowaniu dr Anny Michałowskiej z Uniwersytetu Warszawskiego).

## Zabytki w Boćkach i okolicy
obiekty istniejące:

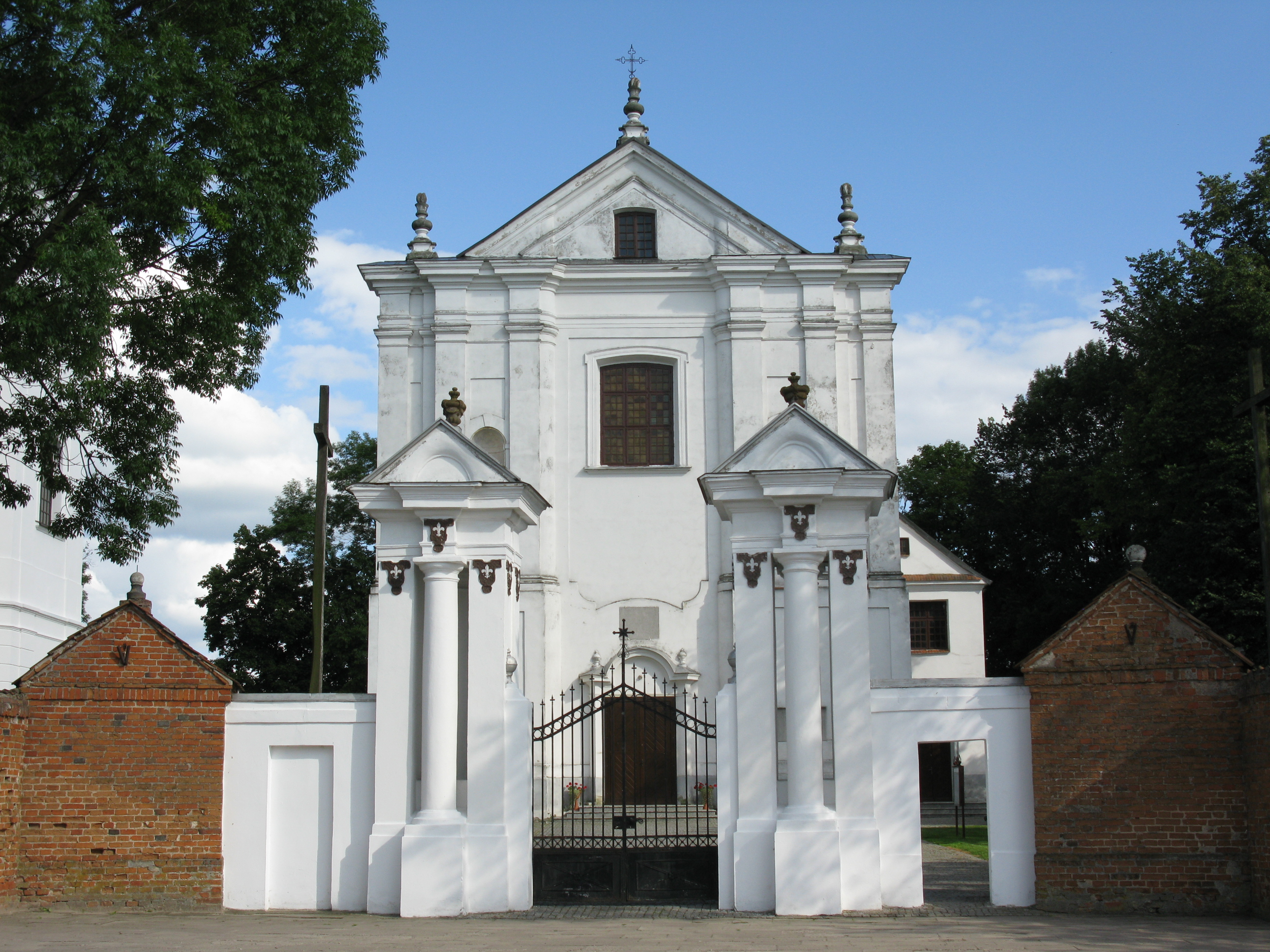
Kościół św. Józefa i Antoniego

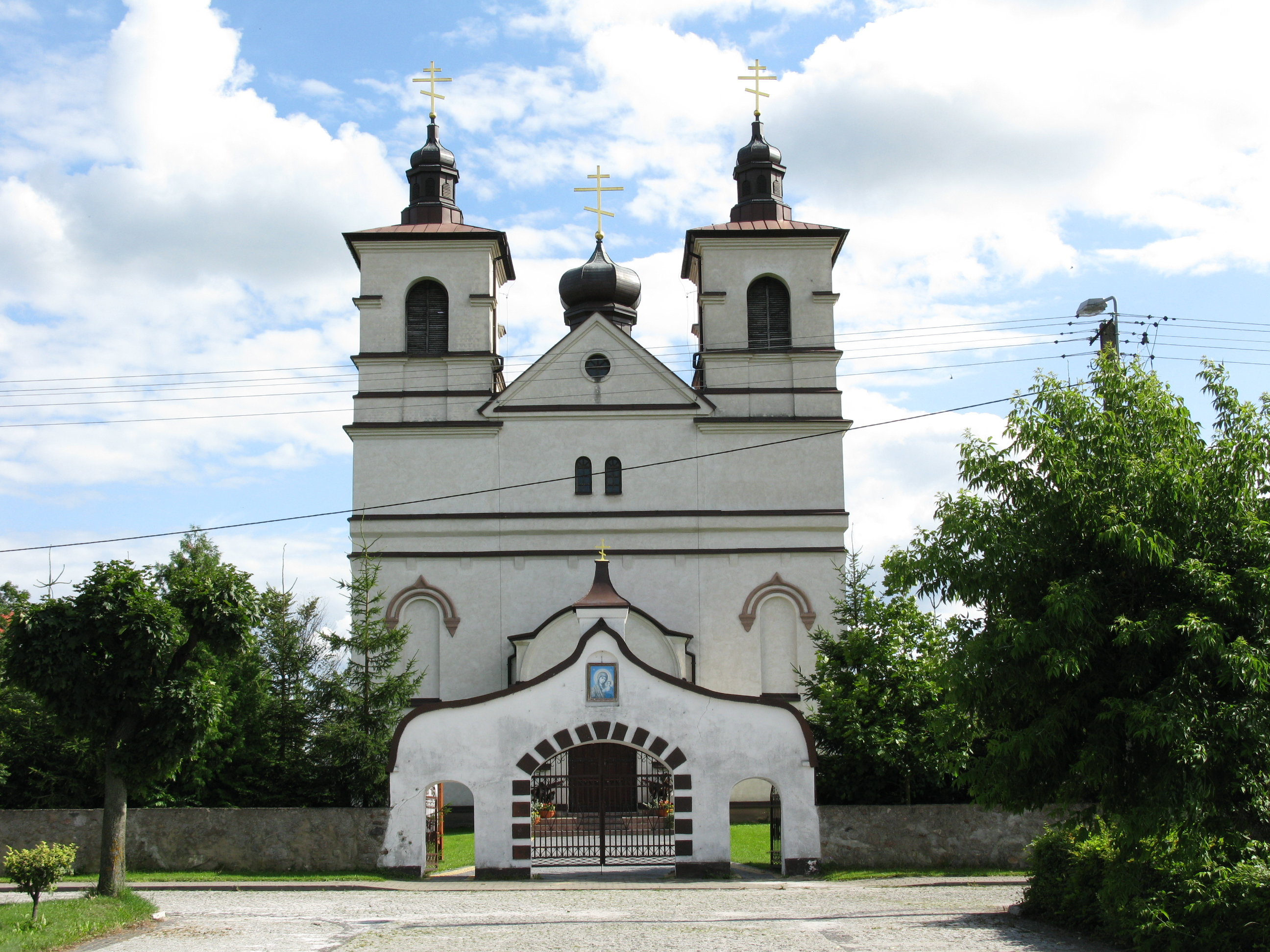
Cerkiew Zaśnięcia Matki Bożej

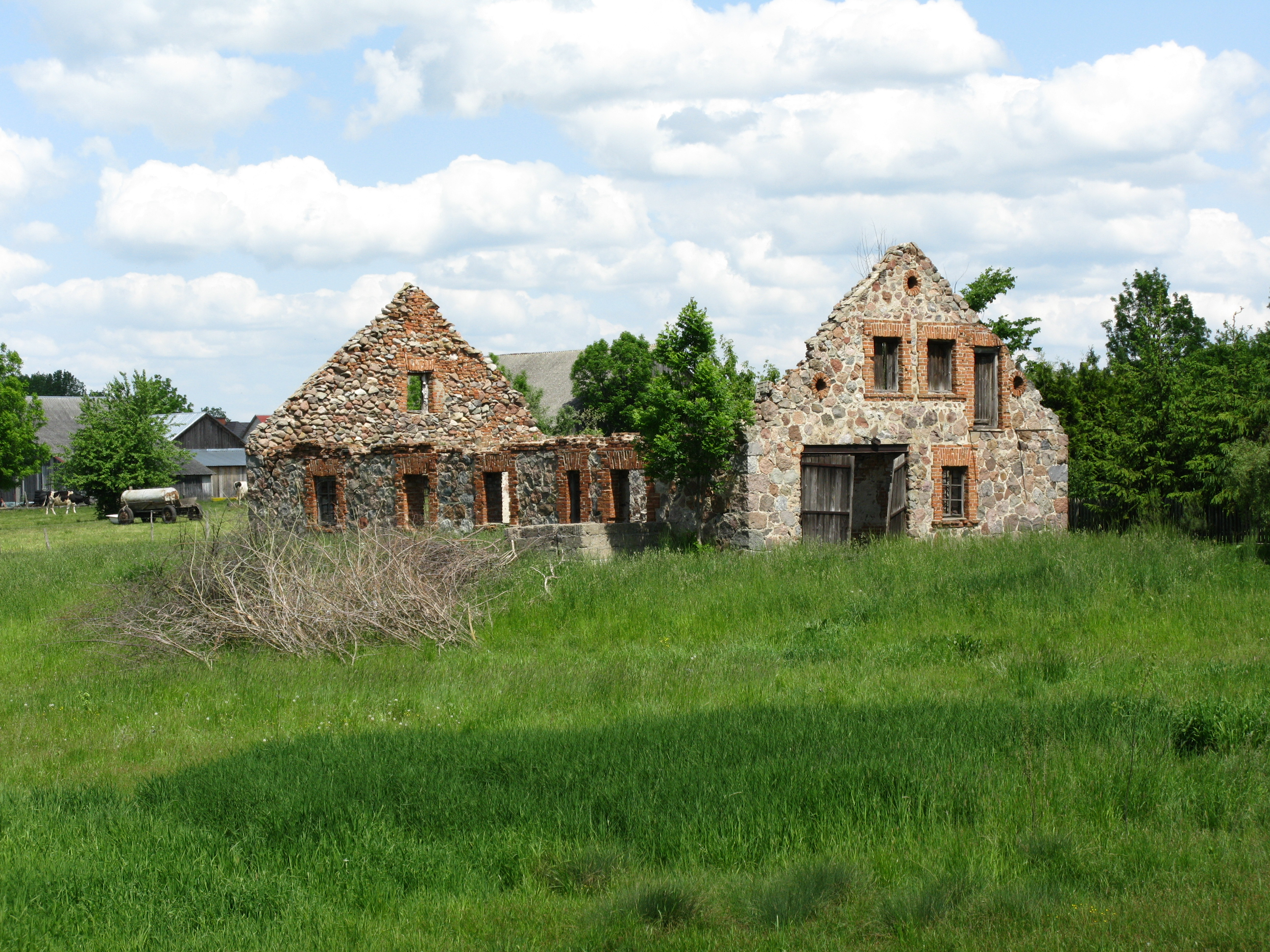
Zrujnowana mykwa

- Kościół katolicki pw. świętych Józefa Oblubieńca i Antoniego Padewskiego z 1726 w stylu barokowym, który ufundował Józef Franciszek Sapieha. Działali przy nim Reformaci (Ojcowie Bracia Mniejsi Zakonu Św. Franciszka). Na frontonie znajdują się dwie rzeźby wybitnego artysty barokowego Jana Jerzego Plerscha
- Parafialna cerkiew prawosławna pod wezwaniem Zaśnięcia Bogurodzicy, wzniesiona w stylu klasycystycznym w latach 1819–1824 jako świątynia unicka, prawosławna od 1839[12]
- Rzeźba św. Jana Nepomucena z XVIII wieku w stylu barokowym
- Dworek szlachecki w Andryjankach z XIX wieku z parkiem
- żydowska łaźnia rytualna (mykwa) nad brzegiem rzeki Nurzec (w ruinie)
- obelisk nagrobny Poległym Powstańcom 1863 r. wzniesiony w 1926 przez młodzież z Teatru Ludowego w Lubiejkach stojący przy skrzyżowaniu dróg z Bociek do Wygonowa i Wandalina.
- budynek Akcji Katolickiej z 1926
- cerkiew prawosławna pod wezwaniem Podniesienia Krzyża Chrystusowego w Andryjankach (świątynia podlega parafii w Boćkach)
- trzy niemieckie cmentarze wojenne z I wojny światowej (w Olszewie)
- niemiecki cmentarz wojenny z okresu I wojny światowej w Boćkach (po prawej stronie wjeżdżając od południa drogą krajową nr 19)

obiekty nieistniejące:
- Klasztor zakonu reformatów, barokowy z 1726, zburzony przez Rosjan w okresie zaborów (zbudowano z niego cerkiew w Andryjnkach)
- kościół parafialny pod wezwaniem Świętego Ducha z 1703 (pierwotny drewniany z 1513, stojący w tym miejscu, spalony został w czasach potopu szwedzkiego). Kościół zawalił się ok. 1820 po tym gdy zaborcy zabronili go remontować. Stał w miejscu, w którym stoi obecnie krzyż koło Urzędu Gminy.
- Pałac barokowy z II poł. XVIII wieku
- Murowany dwór obronny z kaplicą w Dubnie
- Murowana piętrowa Synagoga żydowska (bożnica) z 1807. Stała przy ul. Załońskiej (obecnie Antoniaka) i Dubieńskiej. Miała dwie kondygnacje i kryta była dachem polskim z dachówką (przypominała bóżnicę w Tykocinie).
- Synagoga drewniana z XVII wieku. *Foto. bocki.500lecie.w.interia.pl. [zarchiwizowane z tego adresu (2015-06-08)].

## Sport
W Boćkach działa Klub Sportowy KP Bocian Boćki, który został założony w 2009 roku. Drużyna piłkarska występuje w sezonie 2024/2025 w podlaskiej A klasie seniorów.